# 唐山南湖医院
唐山南湖医院，位于河北省唐山市路南区建设南路11号，举办人为唐山南湖医院有限公司，是唐山市一家民营企业设置的三级综合医院，由河北省卫生计生委批准成立，河北省卫计委重点支持的首家社会资本与公立三级甲等医院合作办院项目，主管部门为唐山市卫生健康委员会。

## 教学合作
唐山南湖医院是华北理工大学冀唐学院教学医院和唐山职业技术学院非直属附属医院。

## 停诊
唐山南湖医院2017年开诊，2025年2月因故停诊。中国经营报调查发现，该医院办理完最后一位患者的出院手续后，已被贴上封条。